# Estret de Le Maire
L'estret de Le Maire  és un estret marí localitzat a l'extrem meridional d'Amèrica del Sud, que separa l'illa Gran de Terra del Foc, a l'oest, i l'illa dels Estats a l'est, comunicant el mar Argentí amb el mar de la Zona Austral.
Abans que s'obrís el canal de Panamà, l'estret era molt freqüentat pels velers i vaixells del comerç marítim internacional des de i cap al pas de Cap d'Hornos. La ruta marítima, que evita passar a l'est de l'illa dels Estats, segueix sent difícil de navegar per les seves estretes i fortes corrents, la presència important de kelp i especialment d'un vent fort de la Patagònia, el williwaw. És per això que s'han produït en les seves aigües un gran nombre de naufragis. És recorregut avui dia per vaixells pesquers, vaixells mercants locals, creuers, grans petroliers (massa grans per al canal de Panamà), rars velers privats i velers en curs de la volta al món.
Aquesta assenyalat al sud pel far Bon Succés que es troba a la península i pel far Le Maire al cap Crossley a l'illa dels Estats. Cap al nord, el far San Diego ja no està en funcionament. Els militars del petit caserna de l'armada argentina de la badia de Bon Succés proporcionen vigilància i seguretat del trànsit marítim de l'Estret.

## Història

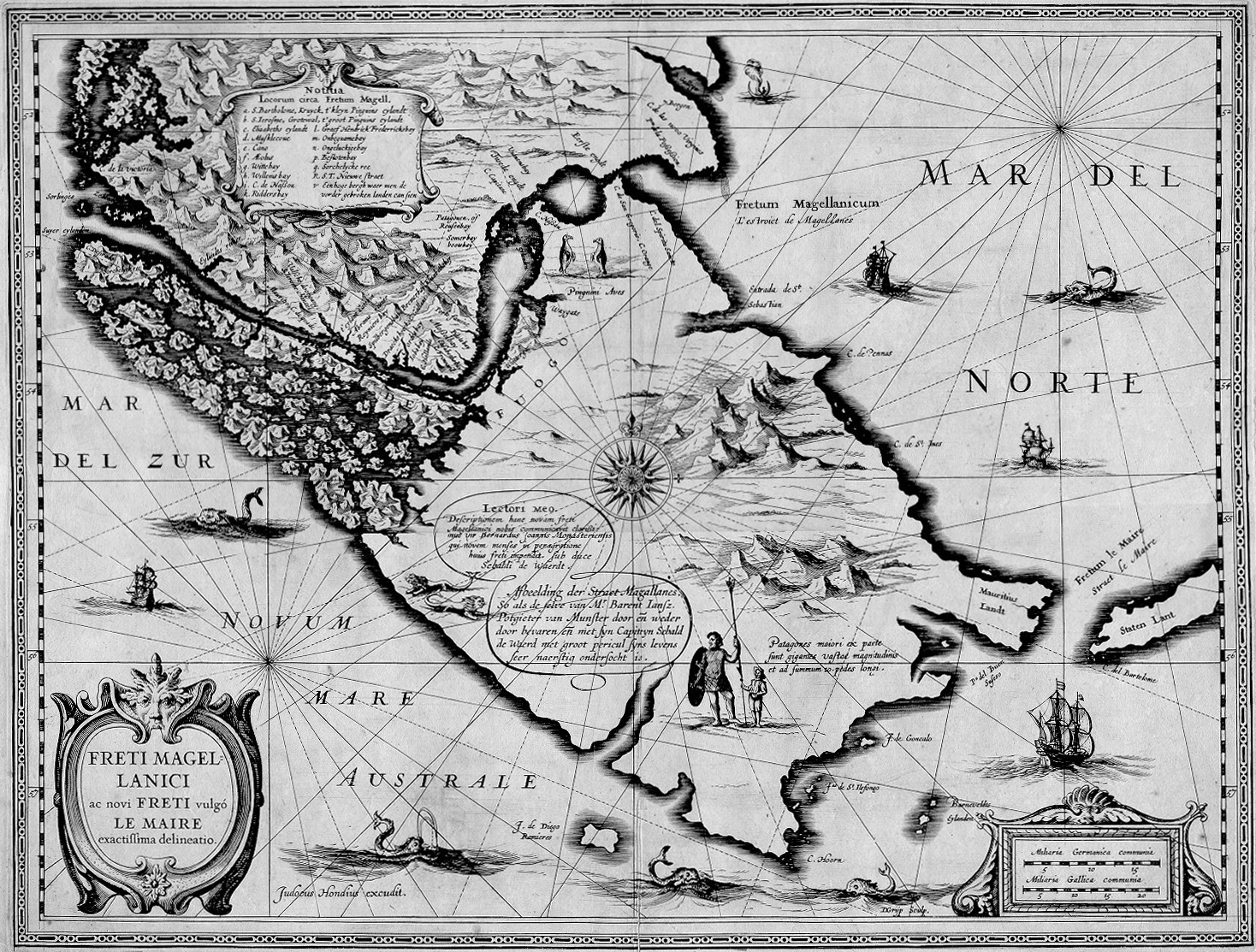
Mapa històric neerlandès (circa 1628).

Se suposa que l'estret de Le Maire era freqüentat pels indis yàmanes, que l'anomenaven Chuanisin —illa de l'Abundància— a l'illa dels Estats, i representava un important paper en la mitologia dels haush que vivien a l'illa Gran de Terra del Foc.
L'estret va ser descobert pels navegants holandesos Jacob Le Maire i Willem Schouten, el 24-25 de gener de 1616.
Pocs dies després, el 29 de gener, van passar al sud del cap d'Hornos.
Per a verificar el descobriment, Espanya envià l'expedició García de Nodal que el 22 de gener de 1619 entrà a l'estret Le Maire, al que denominaren estret de San Vicente. El 1624 passà per l'estret de Le Maire l'expedició neerlandesa de Jacques L'Hermite, quedant-se un mes en ell. L'almirall holandès Hendrick Brouwer circumnavegà l'illa dels Estats el 1643. En 1789 el travessaren els membres de l'expedició Malaspina de la corona espanyola.